# Play TV
Play TV è stata una rete televisiva italiana.

## Storia
Fu fondata nell'aprile 2004 dal giovane imprenditore di origine bovese Paolo Ficara per mezzo della società editrice Media Vision Group a Cinisello Balsamo. Play TV era diffusa attraverso la televisione satellitare in modalità free to air, e dunque priva di qualsiasi criptaggio; utilizzava la risoluzione 576i, che è la più nitida per le reti in SDTV. Inizialmente, Sky Italia le assegnò la numerazione automatica 869 sui propri set-top box. Il palinsesto dell'emittente era composto da programmi autoprodotti relativi a spettacolo, gossip, salute e benessere, ma soprattutto sport.  Lo slogan di questa rete televisiva era La TV delle passioni.
Play TV ebbe un notevole gradimento da parte dei telespettatori, grazie alla propria offerta contenutistica che si caratterizzava per essere alternativa e differenziata sia rispetto a quella delle tradizionali emittenti analogiche sia rispetto a quella delle altre emittenti satellitari gratuite. Di conseguenza, fu spostata sul canale 814 di Sky e vi rimase fino al 6 giugno 2012, data in cui l'emittente ha abbandonato la frequenza satellitare e ha cessato definitivamente le proprie trasmissioni.
Nell'ultimo periodo di vita, Play TV era disponibile anche su Tivùsat, sul canale 78.
Era inoltre disponibile in streaming, attraverso Windows Media Player o RealPlayer, a scelta nel proprio sito web ufficiale www.playtvitalia.it, il quale è stato a sua volta chiuso definitivamente.

## Programmi
- Casting live
- Cerchio Rosso
- Chisti simu
- Lega pro show
- Motorshow
- Noi ci siamo
- Non solo sport
- On race TV
- Palloncino blu

- Pedalando
- Play Music
- Play Sport
- Salute e bellezza
- Sport and show
- Stella del sud
- That's Magic
- Vita da calciatore

## Conduttori
- Massimo Buscemi
- Paky Arcella
- Carlo Arnese
- Alfredo Auspici
- Elena Brina (conduttrice tv e autrice)
- Marika Martini
- Barbara Castellani
- Vito Diomede
- Gabriele Gentile

- Salvatore Mattii
- Walter Pizzulli
- Francesco Polimenia
- Giusy Randazzo
- Silvano Rodella
- Riccardo Scarlato
- Stefano Timolina
- Max Bertolani